# Emil Reil
Emil Reil (* 20. Mai 1879 in Arnau, Österreich-Ungarn; † 29. Januar 1946 in Altersbach, Thüringen) war ein tschechoslowakischer Politiker (Deutsche Christlich-Soziale Volkspartei, Sudetendeutsche Partei) deutscher Nationalität. Er war von 1935 bis 1938 Abgeordneter des Tschechoslowakischen Abgeordnetenhauses.

## Leben und Werk
Er war Maler von Beruf. Von 1906 bis 1925 gab er in Arnau das Wochenblatt „Volksbote“ heraus. Nach dem Ersten Weltkrieg trat er der Deutschen Christlich-Sozialen Volkspartei bei. Er wurde in den Gemeinderat gewählt und war mehrere Jahrestellvertretender Bürgermeister. 1935 wechselte er zu Sudetendeutschen Partei (SdP), für die er im gleichen Jahr in das Abgeordnetenhaus der Tschechoslowakei gewählt wurde. Nach der deutschen Besetzung des Sudetenlandes infolge des Münchner Abkommens erlosch sein Mandat am 30. Oktober 1938. 
Nach Ende des Zweiten Weltkrieges wurde er aus der wiedergegründeten Tschechoslowakei nach Deutschland vertrieben und starb an den Folgen der Vertreibung in der Sowjetischen Besatzungszone.